# اچ‌پی سری فوتواسمارت ۴۳ایکس
اچ‌پی سری فوتواسمارت ۴۳ایکس (به انگلیسی: HP PhotoSmart 43x series) یک دوربین عکاسی ساخت شرکت اچ‌پی است.